# Ajunul Crăciunului

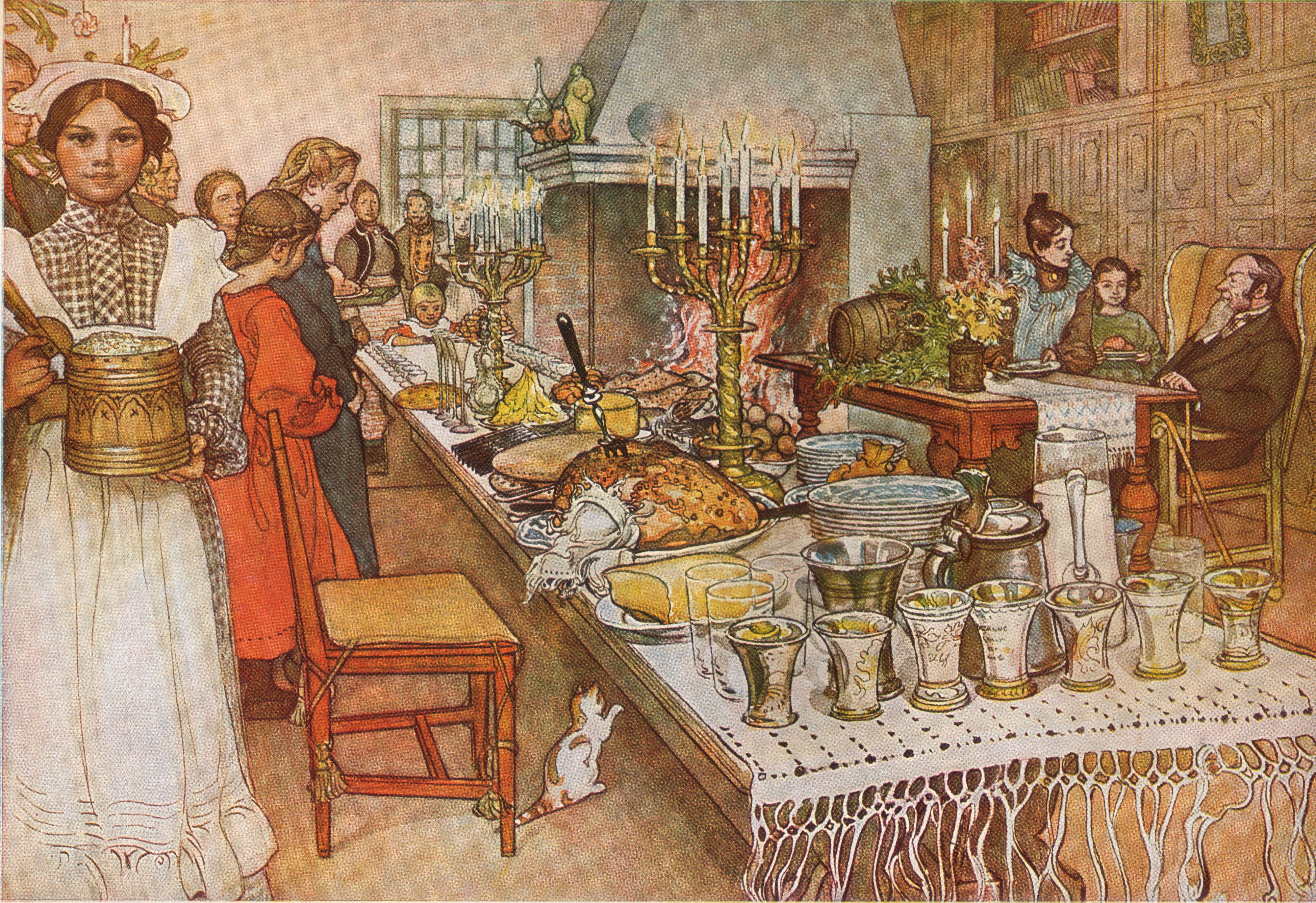
Julaftonen (Ajunul Crăciunului)
Tablou de Carl Larsson (1904 -1905).

Ajunul Crăciunului este ziua dinaintea Crăciunului, o sărbătoare care celebrează Nașterea lui Iisus. Este o sărbătoare culturală importantă pentru cea mai mare parte a lumii occidentale și este larg observată ca o sărbătoare totală sau parțială, în anticiparea Crăciunului.
În cultura occidentală, Ajunul Crăciunului este aniversat pe 24 decembrie. Cu toate acestea Biserica Ortodoxă Coptă, Sârbă, Rusă, Macedoneană și Georgiană, precum și Biserica Ortodoxă a Ierusalimului, folosesc calendarul iulian, care este în acest moment cu 13 zile în urma calendarului gregorian, așa că pentru adepții acestor Biserici, Ajunul Crăciunului coincide cu 6 ianuarie a următorului an în calendarul gregorian.

## Obiceiuri în Europa
La sfârșitul celui de-al Doilea Război Mondial, în 1945, în Germania Federală, la inițiativa primarului Berlinului, Ernst Reuter, ardeau la aproape toate ferestrele lumânări, ele fiind un simbol al comemorării prizonierilor de război care nu puteau sărbători Crăciunul cu familia. Acest obicei s-a păstrat până prin anul 1960, fiind un semn de solidaritate cu frații din RDG. Din anul 1986, acest obicei de a pune lumânări la fereastră a fost reluat. În Roma este aprinsă pe la ora 18, de asemenea, o lumânare la fereastra papei, ea fiind numită Lumen de la Pace („Lumina păcii”).